# Leszczewo (gmina Suwałki)
Leszczewo – wieś w Polsce położona w województwie podlaskim, w powiecie suwalskim, w gminie Suwałki.
Wieś duchowna położona była w końcu XVIII wieku w powiecie grodzieńskim województwa trockiego. W latach 1975–1998 miejscowość należała administracyjnie do województwa suwalskiego.
Wierni kościoła rzymskokatolickiego należą do parafii Niepokalanego Poczęcia Najświętszej Maryi Panny w Wigrach.

## Środowisko naturalne
- W okolicy wsi znajduje się kilka jezior m.in.: Pierty, Gałęziste i Koleśne. W pobliżu znajdują się też lasy w większości sosnowo-świerkowe. Bezpośrednio przylega do Wigierskiego Parku Narodowego. Na jeziorach i strumieniach można czasem spotkać żeremie, czyli dom bobra.